# Gramado
Gramado – małe turystyczne miasto w południowej, Brazylii na południowy wschód od Caxias do Sul i Nova Petrópolis w stanie Rio Grande do Sul.
Miasto położone jest w górzystym regionie Serra Gaúcha. Większość mieszkańców Gramado to potomkowie niemieckich osadników.
W Gramado corocznie odbywa się, Festiwal w Gramado, jeden z najważniejszych festiwali filmowych w Ameryce Łacińskiej.
Innym ważnym wydarzeniem w mieście jest Natal Luz gdy w Gramado odbywa się konkurs na tworzenie różnego rodzaju konstrukcji z plastikowych butelek.

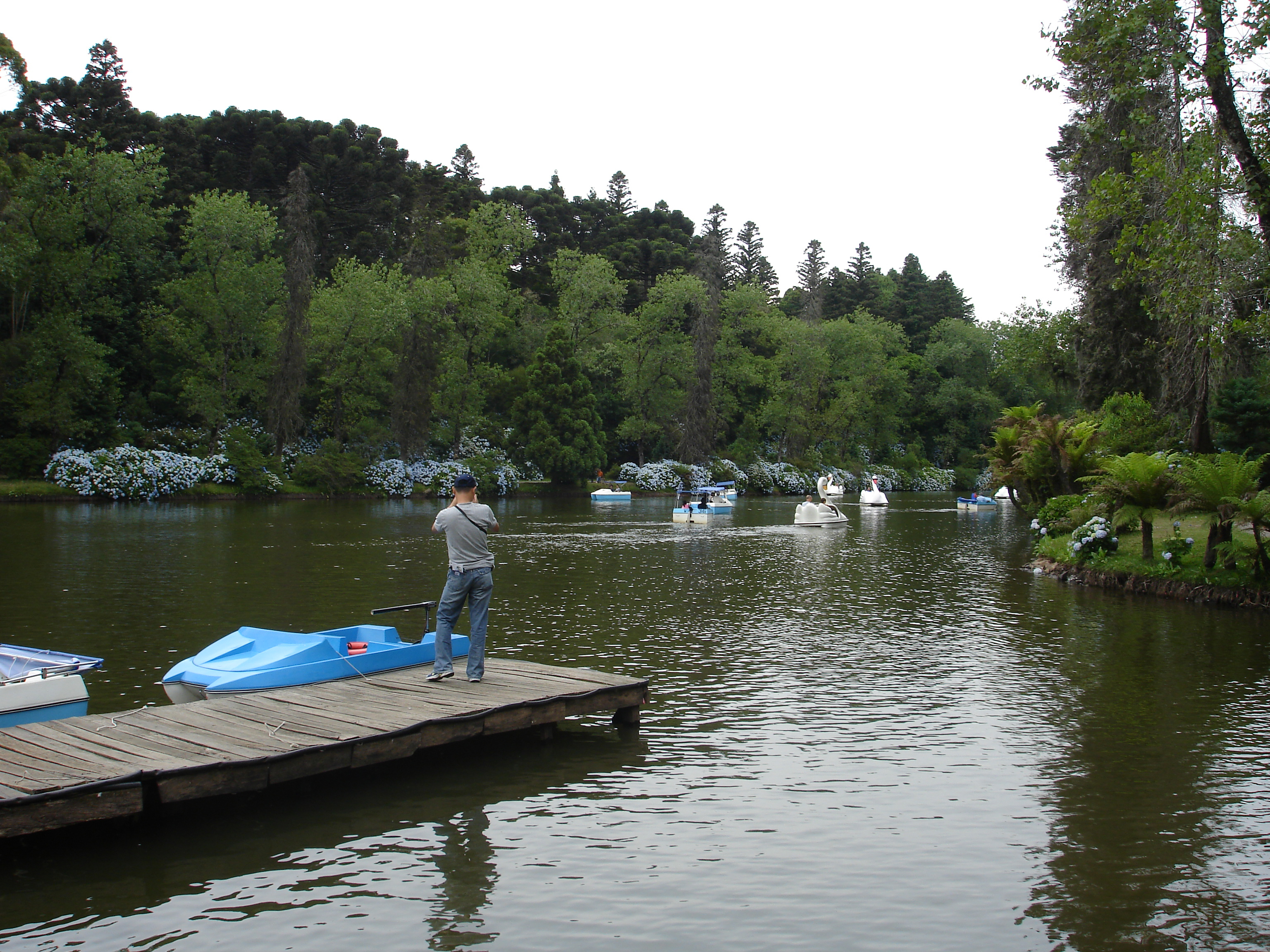
Czarne jezioro w Gramado

Warte zobaczenia jest także unikatowe Czarne Jezioro, które jest rajem dla fauny i flory w odległości zaledwie 2 km od centrum miasta. Znajdują się tu wspaniałe czarne sosny sprowadzone wprost ze Schwarzwaldu oraz hortensje, które kwitną aż do późnej wiosny.

## Historia
W 1880 roku przybyło dwóch niemieckich imigrantów, którzy sporządzili pierwszą mapę terenu.
Z biegiem czasu z pobliskiego miasta Caxias do Sul zaczęli napływać niemieccy i włoscy osadnicy.
W 1921 roku poprzez miasto poprowadzono linię kolejową, co w znacznym stopniu przyczyniło się do rozwoju miasta.
Gramado w 1937 było pierwszą letniskowych na tym terenie.

## Współpraca
- Óbidos, Portugalia
- Angra do Heroísmo, Portugalia
- Maldonado, Urugwaj
- Puerto Varas, Chile
- Canela, Brazylia